# Île aux Cygnes
La isla de los Cisnes, en francés: Île aux Cygnes, es una pequeña isla fluvial localizada en el río Sena en París, Francia, ubicado entre el distrito 15 y 16. Es una isla artificial creada en 1827 para proteger el puerto de Grenelle. Deriva su nombre de un anterior Île des Cygnes que se adjuntó al Campo de Marte en el siglo XVIII. 
La estrecha isla es de 850 metros de largo y 11 metros en su punto más ancho. Un paseo arbolado, llamado Allée des Cygnes, corre a lo largo de la isla. 
La isla es servida por la estación de metro de Bir-Hakeim. Está atravesado por tres puentes: el puente de Grenelle, el puente Rouelle y el puente de Bir-Hakeim.

## La Estatua de la Libertad
La réplica de la Estatua de la Libertad fue inaugurada por el presidente francés Carnot el 4 de julio de 1889 (casi tres años después de su contraparte en Estados Unidos) y fue donada por la comunidad parisina que reside en Estados Unidos al municipio de París, conmemorando el centenario de la Revolución Francesa. La estatua inicialmente daba hacia el este, hacia la Torre Eiffel, pero fue orientada hacia el oeste en 1937, para la Exposición Universal de París organizada en ese año. Su base lleva una placa conmemorativa, y la tabla en su mano izquierda lleva la inscripción: IV Juillet 1776 y XIV Juillet 1789, reconociendo la independencia estadounidense y el Día de la Toma de la Bastilla, respectivamente. Una estatua aún más pequeña se encuentra en el Jardín de Luxemburgo, y un tercer ejemplar puede verse en el Musée des Arts et Métiers.

## Imágenes

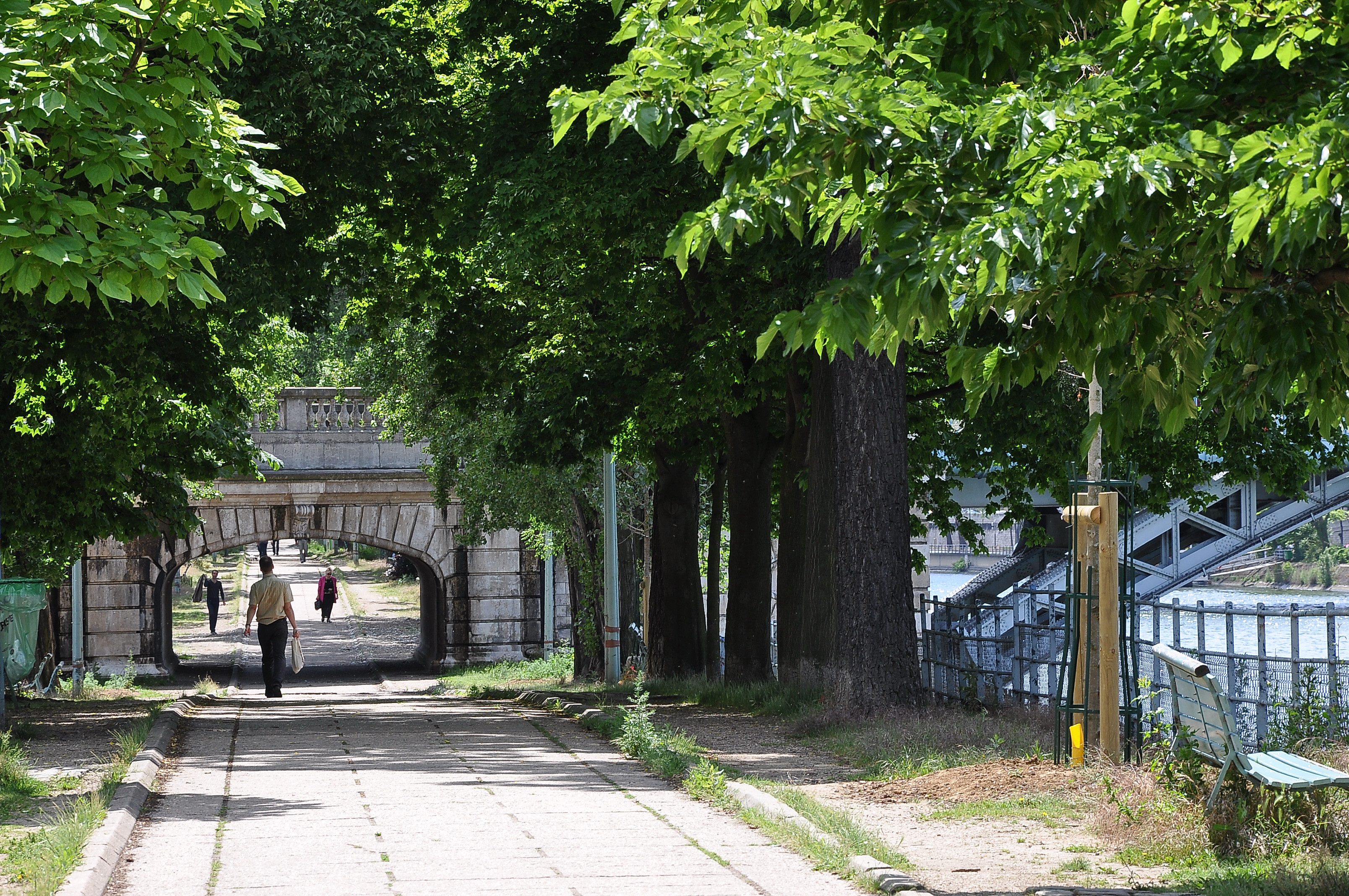
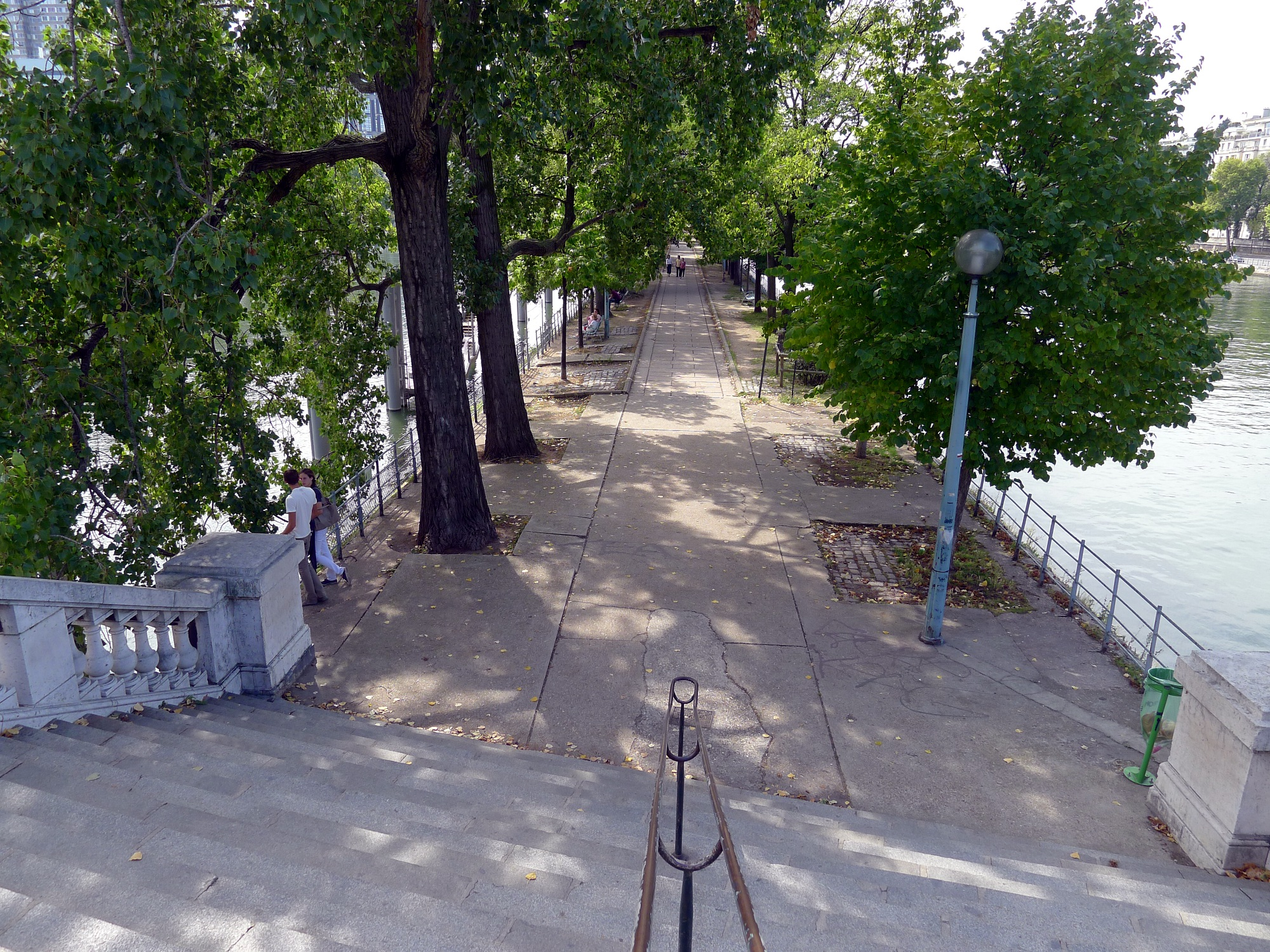
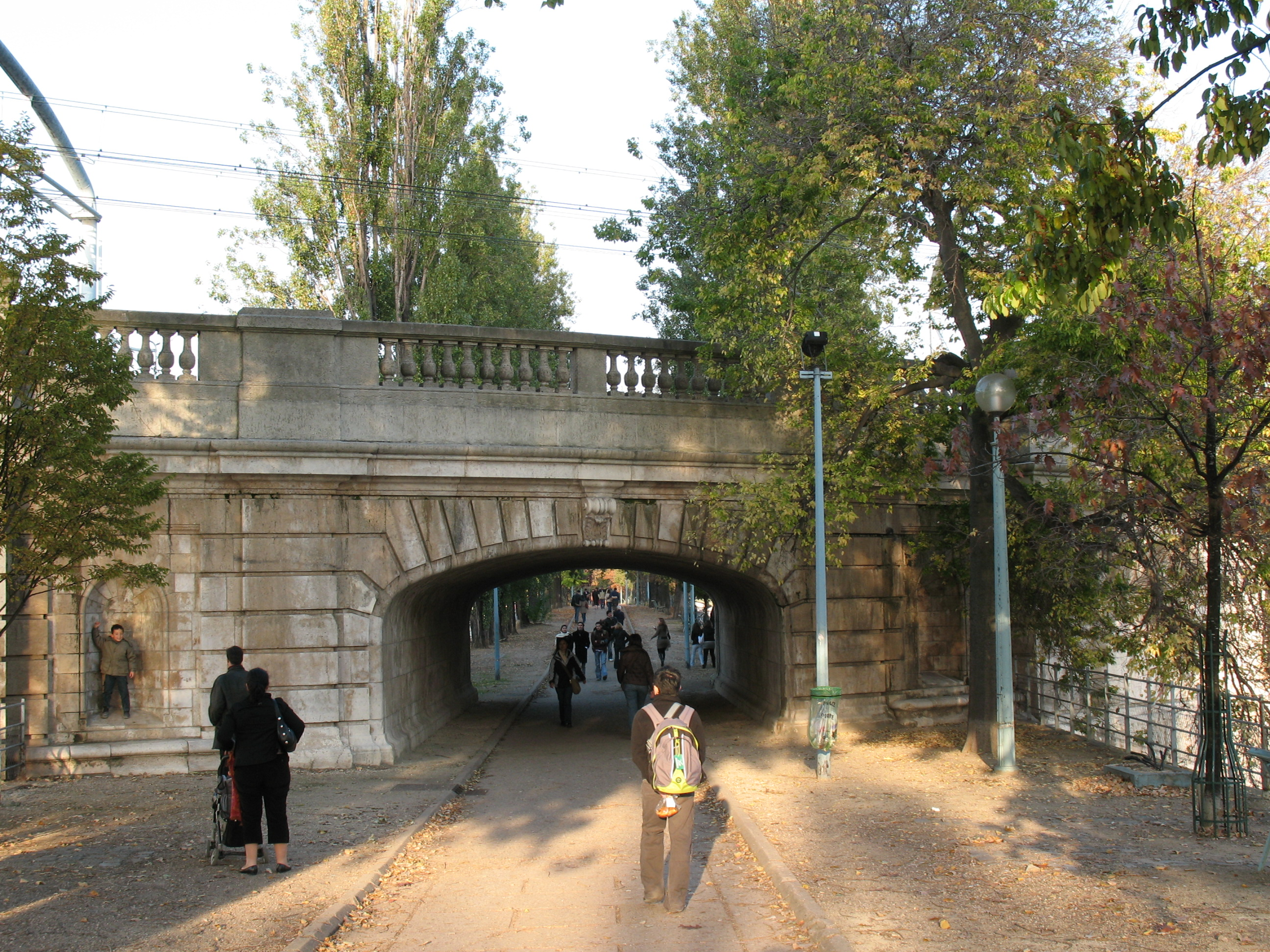
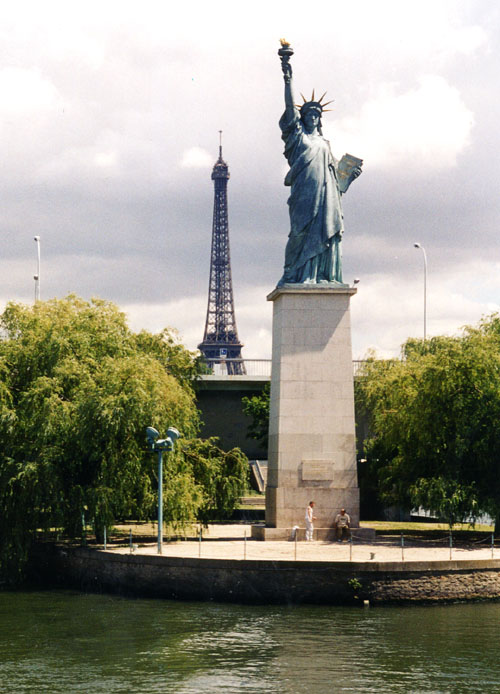
La réplica de la Estatua de la Libertad en la Île aux Cygnes.

- Datos: Q292258
- Multimedia: Île aux Cygnes / Q292258